# 松嶋鹿夫

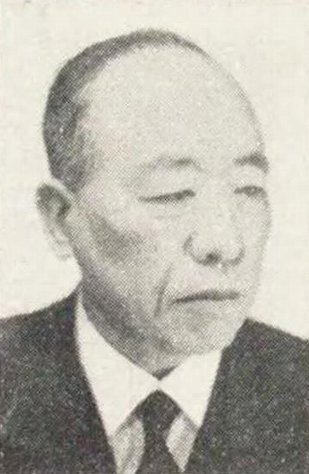
松嶋鹿夫

松嶋 鹿夫（まつしま しかお、1888年1月16日 - 1968年11月28日）は、日本の外交官。外務次官や終戦連絡中央事務局次長、貴族院議員等を務めた。

## 略歴
- 1888年兵庫県で士族の父の下に生まれる。後に旧制龍野中学校（のち兵庫県立龍野高等学校）及び神戸高等商業学校（のち神戸大学）入学。
- 1912年 東京高等商業学校（のち一橋大学）専攻部を卒業。その後滋賀県、上海海関、南京海関で勤務。
- 1920年 外務省事務官就任。その後、フランス、ギリシャ、満洲国等で在勤。
- 1932年 関東庁外事課長
- 1934年 外務省通商局一課長
- 1936年 外務省通商局長
- 1939年 在スウェーデン特命全権公使
- 1941年 日独伊混合専門委員会委員
- 1945年 外務次官兼終戦連絡中央事務局次長
- 1946年 外務省経済局長事務取扱[1]、貴族院議員（6月8日[2]）
- 1947年 中央公職適否審査委員会委員長
- 1951年 セントラル・リーグ会長

## 栄典
- 1940年（昭和15年）8月15日 - 紀元二千六百年祝典記念章[3]